# سلاح بيات مضاد للدبابات
جهاز العرض والمشاة والمضاد للدبابات (بيات) إم ك 1 سلاح بريطاني محمول مضادًا للدبابات تم تطويره خلال الحرب العالمية الثانية. تم تصميم PIAT في عام 1942 استجابة لحاجة الجيش البريطاني إلى سلاح مشاة مضاد للدبابات أكثر فعالية ودخل السلاح الخدمة في عام 1943م.
اعتمد السلاح البريطاني (بيات) على نظام قذائف الهاون، ويتوقع (أطلق) 2.5 رطل (1.1 kg) قنبلة شحن مشكلة باستخدام خرطوشة في ذيل القذيفة. يمتلك نطاقًا فعالًا يبلغ حوالي 115 يارد (105 م) في دور النار المباشر المضاد للدبابات، و350 يارد (320 م) في دور ناري غير مباشر.
كان لدى (بيات) السلاح البريطاني العديد من المزايا مقارنةً بالاسلحة الأخرى بالمشاة المضادة للدبابات في تلك الفترة؛ لقد زاد بشكل كبير من قوة الاختراق مقارنة بالبنادق الأخرى السابقة المضادة للدبابات التي لاتبدي شيئا، ولم يكن لديه انفجار خلفي قد يكشف عن موقع المستخدم للسلاح أو يتسبب بالخطأ في إصابة جنود ودودين حول المستخدم، والبناء البسيط.
ومع ذلك هناك بعض العيوب مثل: الارتداد القوي، وصعوبة تصويب السلاح، والمشاكل المبكرة المتعلقة بموثوقية الذخيرة.
تم استخدام بيات لأول مرة أثناء غزو الحلفاء لصقلية في عام 1943، وظلت مستخدمة مع القوات البريطانية وقوات الكومنولث الأخرى حتى أوائل الخمسينيات من القرن الماضي. تم توفير PIATs أو الحصول عليها من قبل دول وقوات أخرى، بما في ذلك الاتحاد السوفيتي (من خلال Lend Lease)، والمقاومة الفرنسية، والدولة السرية البولندية، والهاغاناه الإسرائيلية (التي استخدمت PIATs خلال 1948 الحرب العربية الإسرائيلية). تلقى ستة من أفراد القوات المسلحة البريطانية وقوات الكومنولث الأخرى فكتوريا كروس لاستخدامهم PIAT في القتال.

## تطوير
في بداية الحرب العالمية الثانية، امتلك الجيش البريطاني سلاحين أساسيين مضاد للدبابات لمشاة الجيش: البندقية المضادة للدبابات للأولاد  والقنبلة اليدوية رقم 68 AT Rifle Grenade. ومع ذلك، لم يكن أي من هذين السلاحين فعالين بشكل خاص كسلاح مضاد للدبابات. تم تصميم القنبلة المضادة للدبابات رقم 68 ليتم إطلاقها من مفرغ مثبت على فوهة بندقية المشاة، ولكن هذا يعني أن القنبلة كانت خفيفة جدًا بحيث لا يمكن أن تسبب أضرارًا كبيرة، مما أدى إلى نادرًا ما يتم استخدامها في العمل. كان الأولاد أيضًا غير كافيين في الدور المضاد للدبابات. كانت ثقيلة، مما يعني أنه كان من الصعب على المشاة التعامل معها بشكل فعال، وقد عفا عليها الزمن؛ بحلول عام 1940 كانت فعالة فقط في نطاقات قصيرة، وبعد ذلك فقط ضد السيارات المدرعة والدبابات الخفيفة. في نوفمبر 1941، أثناء العملية الصليبية، وهي جزء من حملة شمال إفريقيا، لم يتمكن ضباط أركان الجيش البريطاني الثامن من العثور حتى على حالة واحدة قام فيها الأولاد بإسقاط دبابة ألمانية.
بسبب هذه القيود، كان هناك حاجة إلى سلاح مشاة جديد مضاد للدبابات، وقد جاء هذا في النهاية في شكل جهاز عرض ومشاة ومضاد للدبابات، ويختصر عادة بـ PIAT يمكن إرجاع أصول PIAT إلى عام 1888، عندما كان مهندس أمريكي يدعى تشارلز إدوارد مونرو يقوم بتجربة القطن القطني. اكتشف أن المتفجرات ستحدث أضرارًا أكبر بكثير إذا كانت هناك استراحة في مواجهة الهدف. تُعرف هذه الظاهرة باسم «تأثير مونرو». وجد العالم الألماني إيغون نيومان أن تبطين التجويف بالمعدن يعزز الضرر الواقع أكثر.  بحلول الثلاثينيات من القرن الماضي، طور هنري موهاوبت، وهو مهندس سويسري، هذه التكنولوجيا بشكل أكبر وخلق ذخيرة ذات شحنة مشكلة. يتكون هذا من مخروط معدني غائر تم وضعه في رأس حربي متفجر؛ عندما أصاب الرأس الحربي هدفه، انفجرت المادة المتفجرة وحولت المخروط إلى ارتفاع سريع للغاية. سمحت سرعة الارتفاع والضغط الهائل الذي تسببه عند الاصطدام بإحداث ثقب صغير في طلاء الدروع وإرسال موجة ضغط كبيرة وكميات كبيرة من الشظايا إلى داخل الهدف. كانت هذه التكنولوجيا التي تم استخدامها في القنبلة المضادة للدبابات رقم 68.

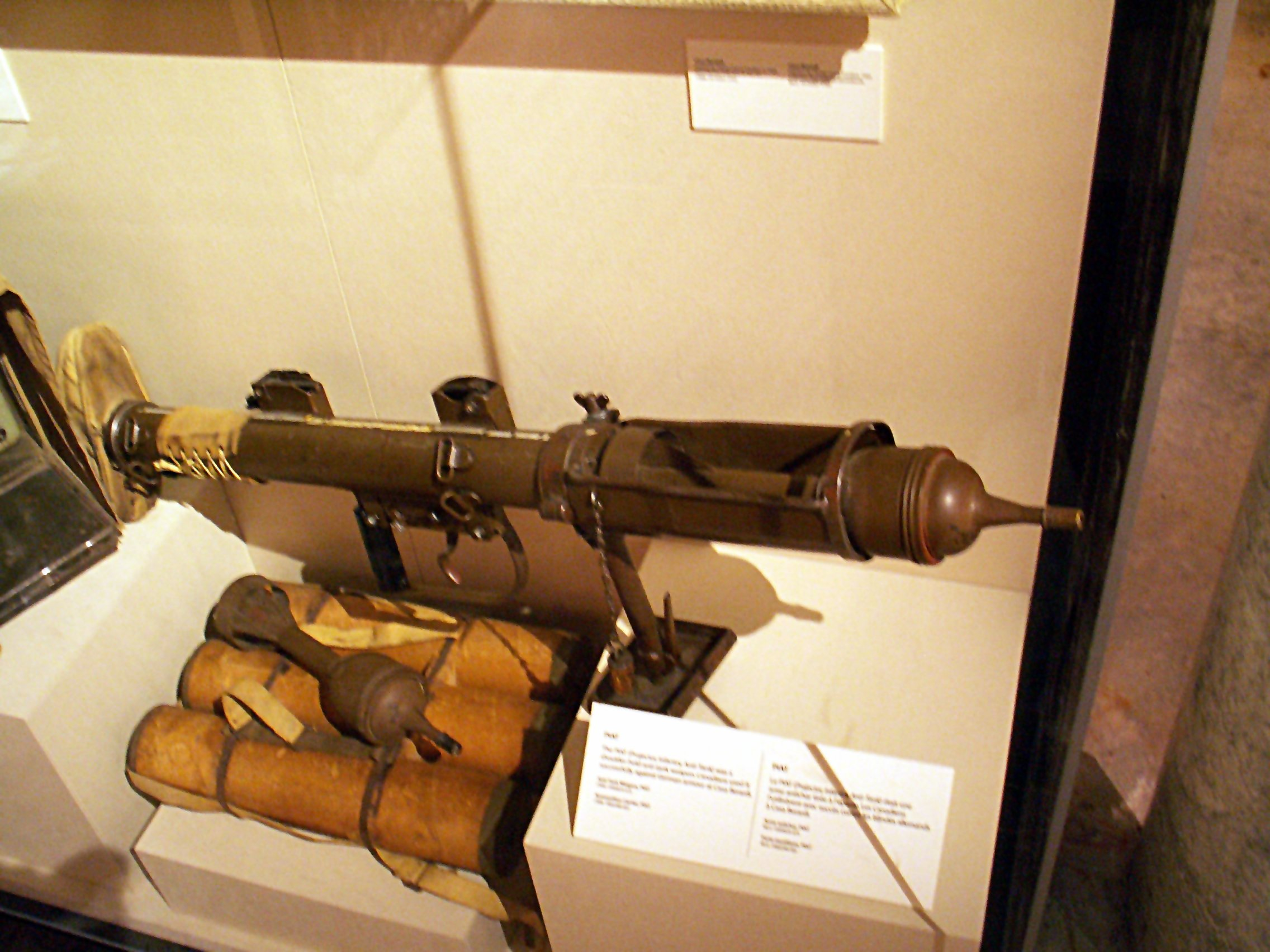
PIAT وحقيبة الذخيرة في متحف الحرب الكندي

على الرغم من وجود التكنولوجيا، فقد بقي للمصممين البريطانيين تطوير نظام يمكنه توصيل ذخيرة ذات شحنة مشكلة بحجم أكبر وبمدى أكبر من ذلك الذي يمتلكه الرقم 68. في نفس الوقت الذي موهاوبت تم تطوير الذخيرة تهمة شكل، اللفتنانت كولونيل ستيوارت سوادا من المدفعية الملكي تحقق في إمكانية تطوير خفيفة الوزن فصيلة هاون. ومع ذلك، بدلاً من استخدام النظام التقليدي لإطلاق قذيفة الهاون من ماسورة مثبتة على اللوح الأساسي، أراد بلاكر استخدام نظام الهاون ذو الذيل. بدلاً من البرميل، كان هناك قضيب فولاذي يُعرف باسم «حنفية» مثبت على اللوح الأساسي، والقنبلة نفسها تحتوي على شحنة دافعة داخل ذيلها. عندما كان من المقرر إطلاق قذيفة الهاون، تم دفع القنبلة إلى أسفل على الحنفية، مما أدى إلى انفجار عبوة دافعة ونسف القنبلة في الهواء. من خلال وضع البرميل بشكل فعال على الجزء الداخلي من السلاح، لم يعد قطر البرميل يحدد حجم الرأس الحربي. صمم بلاكر في النهاية قذيفة هاون خفيفة الوزن أطلق عليها اسم «أرباليست» وقدمها إلى مكتب الحرب،  ولكن تم رفضها لصالح التصميم الإسباني. لكن دون رادع، واصل بلاكر تجاربه وقرر محاولة ابتكار سلاح يدوي مضاد للدبابات يعتمد على تصميم الحنفية، لكنه وجد أن الحنفية لا يمكنها توليد السرعة الكافية اللازمة لاختراق الدروع. لكنه لم يتخلى عن التصميم، وفي النهاية توصل إلى Blacker Bombard ، وهو نظام دوار على شكل حنفية يمكنه إطلاق 20 رطل (9 كـغ) قنبلة حوالي 100 يارد (90 م) ؛ على الرغم من أن القنابل التي أطلقتها لا يمكن أن تخترق الدروع فعليًا، إلا أنها لا تزال قادرة على إلحاق أضرار جسيمة بالدبابات، وفي عام 1940 تم إصدار عدد كبير من القذائف السوداء إلى الحرس الوطني كأسلحة مضادة للدبابات.
عندما أدرك بلاكر وجود ذخيرة ذات شحنة مشكلة، أدرك أنها كانت بالضبط نوع الذخيرة التي كان يبحث عنها لتطوير سلاح يدوي مضاد للدبابات، لأنه يعتمد على الطاقة الموجودة داخله، وليس على السرعة المطلقة التي تم إطلاقها بها. طور بلاكر بعد ذلك قنبلة شحنة مشكلة مع شحنة دافعة في ذيلها، والتي تم تركيبها في قاذفة محمولة على الكتف تتكون من غلاف معدني يحتوي على نابض كبير وحنفية؛ تم وضع القنبلة في حوض في مقدمة الغلاف، وعندما تم سحب الزناد، اصطدمت الحنفية في ذيل القنبلة وأطلقتها من الغلاف وما يصل إلى 140 متر (150 يارد) تقريبًا 140 متر (150 يارد). أطلق بلاكر على السلاح اسم "Baby Bombard"، وقدمه إلى مكتب الحرب عام 1941. ومع ذلك، عندما تم اختبار السلاح ثبت أنه يحتوي على مجموعة من المشاكل. ذكر تقرير مكتب الحرب الصادر في يونيو 1941 أن الغلاف كان ضعيفًا وأن الحنفية نفسها لم تطلق النار دائمًا عندما تم سحب الزناد، ولم تنفجر أي من القنابل المقدمة عند ملامستها للهدف.
في الوقت الذي طور فيه Baby Bombard وطرده من مكتب الحرب، كان Blacker يعمل في إدارة حكومية تُعرف باسم MD1 ، والتي أوكلت إليها مهمة تطوير وتسليم الأسلحة لاستخدامها من قبل مجموعات المقاومة والمقاومة في أوروبا المحتلة. بعد فترة وجيزة من محاكمة Baby Bombard ، تم تعيين Blacker في مهام أخرى، وترك السلاح المضاد للدبابات في يد زميل في القسم، الرائد Millis Jefferis .
أخذ Jefferis النموذج الأولي Baby Bombard بعيدًا عن أرضية مكتبه في MD1 وأعاد بنائه، ثم قام بدمجه بقذيفة هاون متشكلة لإنشاء ما أسماه "Jefferis Shoulder Gun". بعد ذلك، كان لدى Jefferis عدد صغير من طلقات HEAT الخارقة للدروع، وأخذ السلاح ليتم اختباره في مدرسة الأسلحة الصغيرة في بيسلي. أخذ ضابط الصف بندقية الكتف إلى ميدان الرماية، ووجهها نحو هدف مدرع، وضغط الزناد؛ اخترق مسدس الكتف ثقبًا في الهدف، لكنه لسوء الحظ أصاب الضابط الصف عندما عادت قطعة معدنية من الطلقة المتفجرة واصطدمت به. ثم أخذ جيفريس نفسه مكان الضابط العسكري وأطلق عدة جولات أخرى، اخترقت جميعها الهدف المدرع ولكن دون أن تصيبه. أعجب مجلس الذخائر بمدرسة الأسلحة الصغيرة، حيث تم تصحيح عيوب الذخيرة، وأعاد تسمية مسدس الكتف إلى جهاز العرض والمشاة والدبابات، وأمر بإصداره لوحدات المشاة باعتباره مضادًا يدويًا. سلاح دبابة. بدأ إنتاج PIAT في نهاية أغسطس 1942. 
كان هناك خلاف حول الاسم الذي سيعطى للسلاح الجديد. أعطى تقرير صحفي في عام 1944 الفضل في كل من PIAT وBlacker Bombard إلى Jefferis. اعترض بلاكر على ذلك واقترح على جيفريس أن يقسموا أي جائزة بالتساوي بعد خصم نفقاته. كانت وزارة التموين قد دفعت بالفعل 50000 جنيه إسترليني لبلاكير لتغطية نفقاته المتعلقة بالقنابل وPIAT. شارك تشرشل نفسه في الجدل. كتب إلى وزير الدولة لشؤون الحرب في يناير 1943 سأل "لماذا يجب تغيير اسم مسدس الكتف Jefferis إلى PIAT؟ لم يعترض أحد على بندقية الأولاد، على الرغم من أن لها حلقة غريبة إلى حد ما". أيد تشرشل مزاعم جيفريس ، لكنه لم يحصل على ما يريد. من جانبه، تلقى بلاكر 25000 جنيه إسترليني (ما يعادل 1,087,000 جنيه إسترليني في عام 2020). من مجلس الاختراعات.

## التصميم

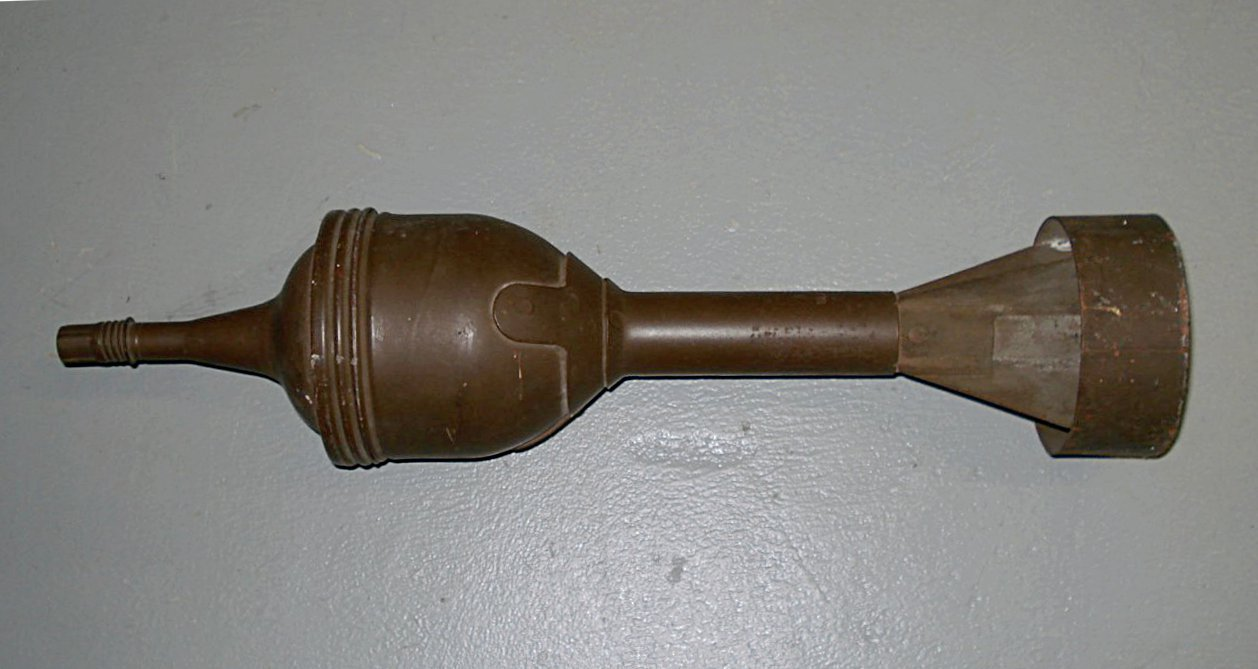
PIAT HEAT Projectile ، متحف التراث العسكري الكندي، برانتفورد، أونتاريو (2007)

كان PIAT 39 بوصة (0.99 م) طويل ووزنه 32 رطل (15 كـغ) ، مع نطاق إطلاق نار مباشر فعال يبلغ حوالي 115 يارد (105 م) ومدى إطلاق نار غير مباشر أقصى 350 يارد (320 م). يمكن حملها وتشغيلها بواسطة رجل واحد، ولكن عادة ما يتم تعيينها لفريق من شخصين،  الرجل الثاني الذي يعمل كناقل للذخيرة ومحمل. كان جسم قاذفة PIAT عبارة عن أنبوب مصنوع من صفائح رقيقة من الفولاذ، تحتوي على آلية حنفية وآلية إطلاق ونابض إطلاق. في مقدمة قاذفة القاذفة كان هناك حوض صغير وضعت فيه القنبلة، وركض الحنفية المتحركة على طول محور القاذفة وفي الحوض الصغير.  تم تركيب حشوة كتف المستخدم على الطرف الآخر من المشغل، وتم تركيب مشاهد الفتحة البدائية في الأعلى للتصويب؛ كانت القنابل التي أطلقتها PIAT تحتوي على ذيول أنبوبية مجوفة، حيث تم إدخال خرطوشة صغيرة تعمل بالوقود، وشكلت رؤوسًا حربية شحنة.
التصاميم التقليدية لمدافع الهاون ذات الحنفية لها قضيب حنفية ثابت، على سبيل المثال Blacker Bombard. كان قضيب الحنفية المتحرك في تصميم PIAT غير عادي، وخدم للمساعدة في تقليل الارتداد بشكل كافٍ لجعله سلاحًا قابلًا للتطبيق على الكتف.
كانت PIAT أخف قليلاً (15 كجم مقابل 16 كجم) وأصغر (0.99 مترًا مقابل 1.57 مترًا) من سابقتها، بندقية الأولاد المضادة للدبابات، على الرغم من أنها كانت أثقل من بازوكا المعاصرة (18 رطلاً / 8.2) كلغ).

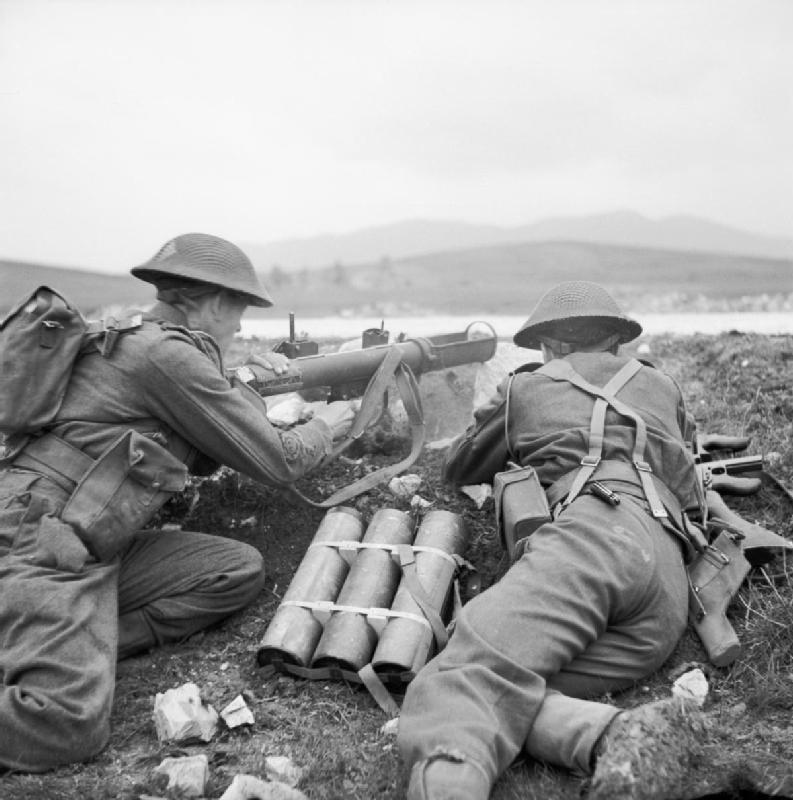
فريق PIAT في ميدان الرماية في تونس ، 19 فبراير 1943 ؛ قبل الاستخدام القتالي الأول للسلاح أثناء غزو صقلية. لاحظ علبة الذخيرة ذات الثلاث جولات

لتحضير السلاح لإطلاق آلية الحنفية، التي كانت تعمل بواسطة زنبرك كبير، كان لا بد من تصويبها، وكان القيام بذلك عملية صعبة ومربكة. لم يكن لدى المستخدم على المركز الأول في بيات عن دورتها بعقب، ثم وضع قدمين على الحشو الكتف وتحويل السلاح لفتح الجسم في وقت واحد قفل قضيب حنفية إلى بعقب. سيضطر المستخدم بعد ذلك إلى الانحناء وسحب جسم السلاح لأعلى، وبالتالي سحب الزنبرك للخلف حتى تعلق على الزناد وتصويب السلاح. بمجرد أن يتم تحقيق ذلك، تم إنزال الجثة وتحويلها إلى إعادة ربطها ببقية السلاح، ويمكن بعد ذلك إطلاق PIAT. غالبًا ما وجد المستخدمون ذوو القامة الصغيرة أن تسلسل التصويب يمثل تحديًا، حيث لم يكن لديهم الارتفاع الكافي المطلوب لسحب الجسم بعيدًا بما يكفي لتصويب السلاح؛ كان من الصعب أيضًا القيام بذلك عند الاستلقاء في وضعية الانبطاح، كما كان الحال غالبًا عند استخدام السلاح أثناء العمل.
لاحظ، مع ذلك، أنه تم تدريب القوات على تصويب PIAT قبل الاستخدام المتوقع، و«أثناء العمل، سيتم دائمًا حمل جهاز العرض» (ولكن يتم تفريغه). ما لم يحدث توقف، فلن يكون من الضروري عادةً إعادة صقل السلاح يدويًا أثناء العمل.
عندما تم سحب الزناد، دفع الزنبرك قضيب الحنفية (الذي يحتوي على دبوس إطلاق ثابت في نهايته) للأمام في القنبلة، مما أدى إلى محاذاة القنبلة، وأشعلت خرطوشة الوقود في القنبلة وأطلقتها على طول القضيب وفي الهواء. أدى الارتداد الناجم عن انفجار الوقود إلى دفع قضيب الحنفية إلى الخلف على الزنبرك؛ قلل هذا من صدمة الارتداد وصنع السلاح تلقائيًا للطلقات اللاحقة، مما يلغي الحاجة إلى إعادة الديك يدويًا.  

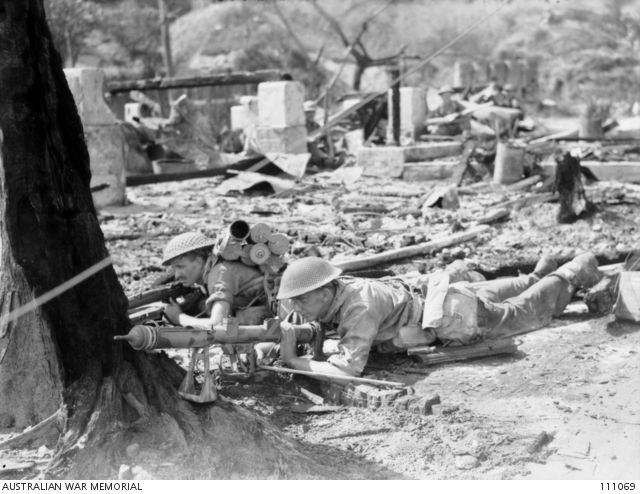
فريق PIAT الأسترالي خلال معركة باليكبابان ، 1945

أكد التدريب التكتيكي أنه كان من الأفضل استخدامه مع المفاجأة والإخفاء من جانب فريق PIAT ، وحيثما أمكن، يجب إشراك مركبات العدو المدرعة من الجناح أو الخلف. بسبب مسافات الاشتباك القصيرة وقوة القنبلة، يمكن أن يكون الطاقم في منطقة انفجار القنابل لذا كان الغطاء الصلب مرغوبًا؛ في أماكن التدريب المفتوحة، قد يكون هذا خندقًا مشقوقًا. غالبًا ما تم استخدام PIAT أيضًا في القتال لضرب مواقع العدو الموجودة في المنازل والمخابئ. كان من الممكن استخدام PIAT كقذائف هاون بدائية عن طريق وضع وسادة الكتف للسلاح على الأرض ودعمها.
على الرغم من الصعوبات في تصويب وإطلاق السلاح، إلا أن له مزايا عديدة. سمح تصميم هاون الحنفية بقنبلة شحنة قوية ذات عيار كبير  مما أعطى قوة اختراق متزايدة بشكل كبير على البنادق المضادة للدبابات السابقة، مما سمح لها بالبقاء فعالة لبقية الحرب ؛ كان بناءه بسيطًا نسبيًا وقويًا بدون برميل تقليدي ؛ لم يكن هناك انفجار خلفي (على عكس البازوكا الأمريكية المعاصرة) الذي قد يعرض القوات الصديقة للخطر ويعطي موقع المستخدم بعيدًا، وهذا يعني أيضًا أنه يمكن استخدام PIAT في الأماكن الضيقة كما هو الحال في حرب المدن ؛ مقارنة بالبنادق المضادة للدبابات السابقة، كان انفجار الكمامة ضئيلًا، وهو أيضًا مشكلة إخفاء محتملة. ومع ذلك، فإن السلاح له عيوب. كان ثقيلًا وضخمًا للغاية، مما يعني أنه غالبًا ما كان غير محبوب مع المشاة المطلوبين لحمله.  كانت هناك أيضًا مشاكل تتعلق بموثوقية الذخيرة المبكرة ودقتها. على الرغم من أن PIAT كان نظريًا قادرًا على اختراق حوالي 100 مليمتر (4 بوصة) من الدروع، أثبتت الخبرة الميدانية أثناء غزو الحلفاء لصقلية، والتي تم إثباتها من خلال التجارب التي أجريت خلال عام 1944، أن هذه القدرة غالبًا ما تم إبطالها بسبب مشاكل الدقة والموثوقية. خلال هذه التجارب، لم يتمكن المستخدم الماهر من إصابة الهدف بأكثر من 60٪ من الوقت على بعد 100 يارد (90 م) ، وكانت الصمامات المعيبة تعني أن 75٪ فقط من القنابل أطلقت على الهدف. 

## الذخيرة والتأثير
استخدمت ذخيرة PIAT مبدأ الشحنة المشكلة، والذي إذا كان تصميم الجولة المبكرة غير الموثوق به غالبًا ما أوصله بشكل صحيح إلى الهدف، فقد سمح للرأس الحربي باختراق جميع أنواع دروع العدو تقريبًا من مسافة قريبة.
أنواع الذخيرة التالية كانت متوفرة في عام 1943.
- قنبلة الخدمة - «قنبلة ، HE / AT»
  - الدليل يقول باللون الأخضر ، لكن يبدو أن نماذج المتاحف بنية اللون.
  - على شكل تصميم رأس حربي شحن. مزودة بخرطوشة الوقود المركب والمنصهر منفصل.
  - إصدارات:
    - مارك الأول ، 1942، حشوة المتفجرات البلاستيكية نوبل 808، الشريط الأخضر
    - Mark IA ، أنبوب مركزي مقوى
    - مارك الثاني ، فتيل الأنف المنقح
    - مارك 3، فتيل أنف معدل ، حشو تي إن تي ، شريط أزرق
    - مارك الرابع ، يوليو 1944، تعديل البناء لتقليل التشظي الخلفي و«الانفجار الخلفي» لانفجار الرأس الحربي.

  - مفيد أيضًا كجولة من نوع الانفجار HE للأغراض العامة.
- حفر - «قنبلة ، حفر / AT»
  - أسود ، عليه علامة «حفر»
  - نفس شكل جولة حية لممارسة التحميل الجاف. لا يمكن إطلاقها أو إطلاقها الجاف.
- تدرب على القنبلة - «طلقة ، تدرب / AT»
  - أبيض
  - هيكل أسطواني من الصلب السميك ، وهو عبارة عن جولة تدريب من العيار الفرعي. يتطلب PIAT محولًا يشبه الحوض الصغير لاستخدامه. اقتصادية حيث يمكن إطلاقها عدة مرات باستخدام خراطيش دافعة جديدة. يختلف المسار قليلاً عن قنبلة الخدمة.
- خامل - «قنبلة ، ممارسة خاملة / AT»
  - حلقة سوداء وصفراء مميزة بعلامة «خاملة»
  - نفس الحجم والوزن لقذيفة حية ، بدون رأس حربي ، لكن بها خرطوشة تعمل بالوقود الحي. يمكن إطلاقه مرة واحدة من PIAT قياسي ، ولا يمكن إعادة استخدامه.

تم توفير القذائف في علب ذخيرة من ثلاث جولات مزودة بخرطوشة دافعة وفصل الصمامات.
كان جعل القنبلة تنفجر بشكل موثوق به ضد أهداف بزاوية أمرًا مزعجًا وتمت معالجته بصهر معدّل. انظر أيضًا إلى البازوكا، التي كانت تعاني من مشاكل مبكرة مماثلة.
يصف دليل عام 1943 قنبلة الخدمة ببساطة على أنها "HE" أو "HE / AT" ولا يذكر الشحنة المشكلة على هذا النحو. وتشير إلى أن القنبلة «اختراق ممتاز. يمكن للقنبلة أن تخترق دروع أحدث الأنواع المعروفة للعدو AFVs. وسمك كبير من الخرسانة المسلحة». كما يشير إلى أنه يمكن استخدامه «كمدمر للمنزل».

## التاريخ التشغيلي

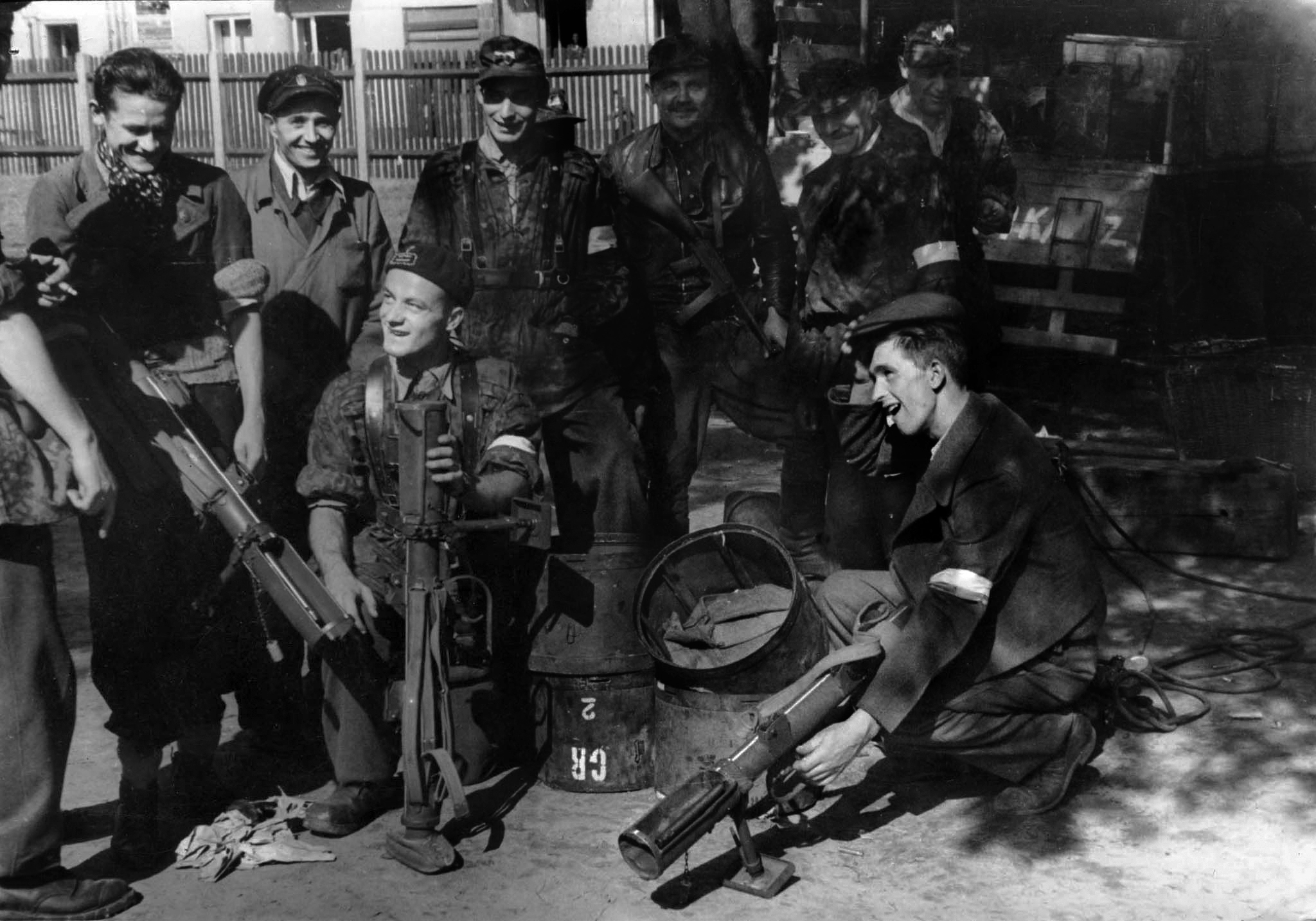
مقاتلو انتفاضة وارسو يعرضون أسلحة PIAT.

### الحرب العالمية الثانية
تم استخدام PIAT في جميع المسارح التي خدمت فيها القوات البريطانية وقوات الكومنولث الأخرى. 
دخلت الخدمة في منتصف عام 1943، واستخدمت لأول مرة في العمليات من قبل القوات الكندية أثناء غزو الحلفاء لصقلية.  كان لدى مؤسسة الحرب عام 1944 لفصيلة بريطانية ، والتي تضم 36 رجلاً ، وحدة PIAT واحدة ملحقة بمقر الفصيلة ، إلى جانب <span about="#mwt174" data-cx="[{&quot;adapted&quot;:true,&quot;partial&quot;:false,&quot;targetExists&quot;:true}]" data-mw="{&quot;parts&quot;:[{&quot;template&quot;:{&quot;target&quot;:{&quot;wt&quot;:&quot;حول&quot;,&quot;href&quot;:&quot;./قالب: حول&quot;},&quot;params&quot;:{&quot;1&quot;:{&quot;wt&quot;:&quot;2&quot;},&quot;2&quot;:{&quot;wt&quot;:&quot;in&quot;},&quot;3&quot;:{&quot;wt&quot;:&quot;mm&quot;}},&quot;i&quot;:0}}]}" data-ve-no-generated-contents="true" id="mwARU" typeof="mw:Transclusion">2-inch (51</span><span about="#mwt174" data-ve-ignore="true" typeof="mw:Entity">&nbsp;</span><span about="#mwt174" data-ve-ignore="true">مم)</span> انفصال الملاط. تم إصدار ثلاثة PIAT لكل شركة على مستوى المقر لإصدارها وفقًا لتقدير CO - مما يسمح بسلاح واحد لكل فصيلة.  كما تم إصدار مغاوير للجيش البريطاني ومشاة البحرية الملكية مع PIATs واستخدموها في العمل.
في خدمة الجيش الأسترالي، عُرفت PIAT أيضًا باسم PITA (هجوم دبابات المشاة العارض). منذ عام 1943، تم تخصيص فريق PIAT واحد لكل فصيلة مشاة في قسم الغابة  - تشكيل المشاة الخفيفة المدارية الذي كان القسم الأسترالي القياسي في خط المواجهة في مسرح جنوب غرب المحيط الهادئ. تم استخدامه ضد الدبابات اليابانية والمركبات والتحصينات الأخرى خلال حملة بورنيو عام 1945 .
استجوب مسح معاصر للجيش الكندي (1944-45) 161 من ضباط الجيش ، الذين تركوا القتال مؤخرًا ، حول فعالية 31 سلاح مشاة مختلف. في هذا الاستطلاع ، تم تصنيف PIAT كأفضل سلاح «فعال بشكل بارز»، يليه بندقية Bren في المركز الثاني.
وجد تحليل أجراه ضباط الأركان البريطانيون للفترة الأولى من حملة نورماندي أن 7 ٪ من جميع الدبابات الألمانية التي دمرتها القوات البريطانية قد دمرتها PIATs ، مقارنة بـ 6 ٪ بالصواريخ التي أطلقتها الطائرات. ومع ذلك ، وجدوا أيضًا أنه بمجرد تزويد الدبابات الألمانية بتنانير مدرعة فجرت ذخيرة شحنة الشكل قبل أن تتمكن من اختراق درع الدبابة ، أصبح السلاح أقل فاعلية. 
كجزء من اتفاقية Lend Lease ، بين أكتوبر 1941 ومارس 1946، تم تزويد الاتحاد السوفيتي بـ 1000 PIAT و100000 طلقة ذخيرة. تم استخدام PIAT أيضًا من قبل مجموعات المقاومة في أوروبا المحتلة. خلال انتفاضة وارسو، كانت واحدة من العديد من الأسلحة التي استخدمها مقاتلو المقاومة البولندية ضد القوات الألمانية. وفي فرنسا المحتلة ، استخدمت المقاومة الفرنسية PIAT في غياب قذائف الهاون أو المدفعية.

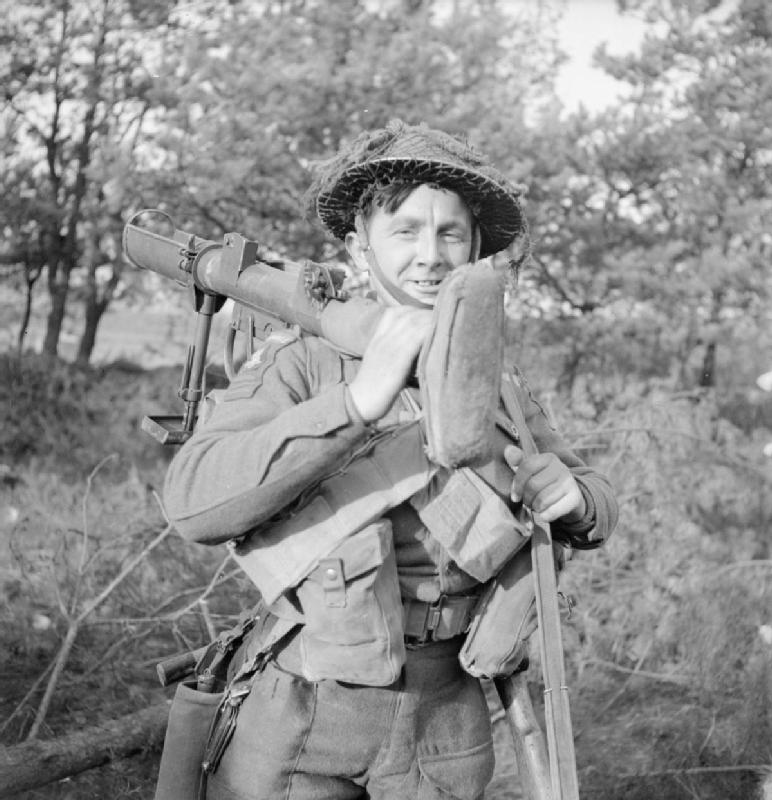
جندي من مشاة دوق كورنوال الخفيفة يحمل PIAT ، نوفمبر 1944

مُنحت ستة صليب فكتوريا لأعضاء القوات المسلحة البريطانية والكومنولث الأخرى لأعمالهم باستخدام PIAT: 
- يوم 16 مايو 1944، أثناء الحملة الإيطالية، Fusilier فرانك جيفرسون استخدام بيات لتدمير الدبابات IV دبابات وصد الهجمة المرتدة الألمانية شنت ضد وحدته لأنها اعتداء على قسم من خط جوستاف.[32]
- في 6 يونيو 1944، استخدم رقيب الشركة الرائد ستانلي هوليس ، في واحدة من عدة إجراءات في ذلك اليوم ، PIAT في هجوم ضد مدفع ميداني ألماني.[33]
- في 12 يونيو 1944، استخدم Rifleman Ganju Lama من بنادق Gurkha السابعة PIAT لضرب دبابتين يابانيتين تهاجم وحدته في Ningthoukhong ، مانيبور ، الهند (يُشار إليها باسم بورما في الاقتباس الرسمي). على الرغم من الإصابات التي لحقت به ، اقترب غانجو لاما على بعد ثلاثين ياردة من دبابات العدو ، وبعد أن أطاحوا بها تحركوا لمهاجمة الأطقم أثناء محاولتهم الهروب.[34] عندما سأله قائد الجيش ، ويليام سليم، عن سبب اقترابه ، أجاب أنه لم يكن متأكدًا من ضربه بـ PIAT أكثر من ثلاثين ياردة.[35]
- بين 19 و25 سبتمبر 1944، خلال معركة أرنهيم، استخدم الرائد روبرت هنري كاين PIAT لتعطيل بندقية هجومية كانت تتقدم في موقع شركته ، ولإجبار ثلاث دبابات ألمانية أخرى من طراز Panzer IV على التراجع خلال هجوم لاحق.[36]
- في ليلة 21 و22 أكتوبر / تشرين الأول 1944، استخدم الجندي إرنست ألفيا ("سموكي") سميث PIAT لتدمير دبابة ألمانية من طراز Mark V Panther ، وواحدة من ثلاثة من طراز Panthers واثنين من المدافع ذاتية الدفع لمهاجمة مجموعته الصغيرة. كما تم تدمير المركبات ذاتية الدفع. ثم استخدم مدفع رشاش طومسون لقتل أو صد حوالي 30 من جنود العدو. أدت أفعاله إلى تأمين جسر على نهر سافيو في إيطاليا.[37]
- في 9 ديسمبر 1944، استخدم الكابتن جون هنري كاوند برانت PIAT ، من بين أسلحة أخرى ، للمساعدة في صد هجوم من قبل فرقة Panzergrenadier الألمانية التسعين.[38]

### بعد الحرب العالمية الثانية
ظلت PIAT في الخدمة حتى أوائل الخمسينيات من القرن الماضي ، عندما تم استبدالها في البداية بقنبلة بندقية ENERGA المضادة للدبابات ثم M20 الأمريكية "Super Bazooka".  استخدم الجيش الأسترالي لفترة وجيزة PIATs في بداية الحرب الكورية إلى جانب 2.36 بوصة (60 مـم) بازوكا، ولكن سرعان ما استبدلت كلا السلاحين بـ 3.5 بوصة (89 مـم) M20 «سوبر بازوكا».

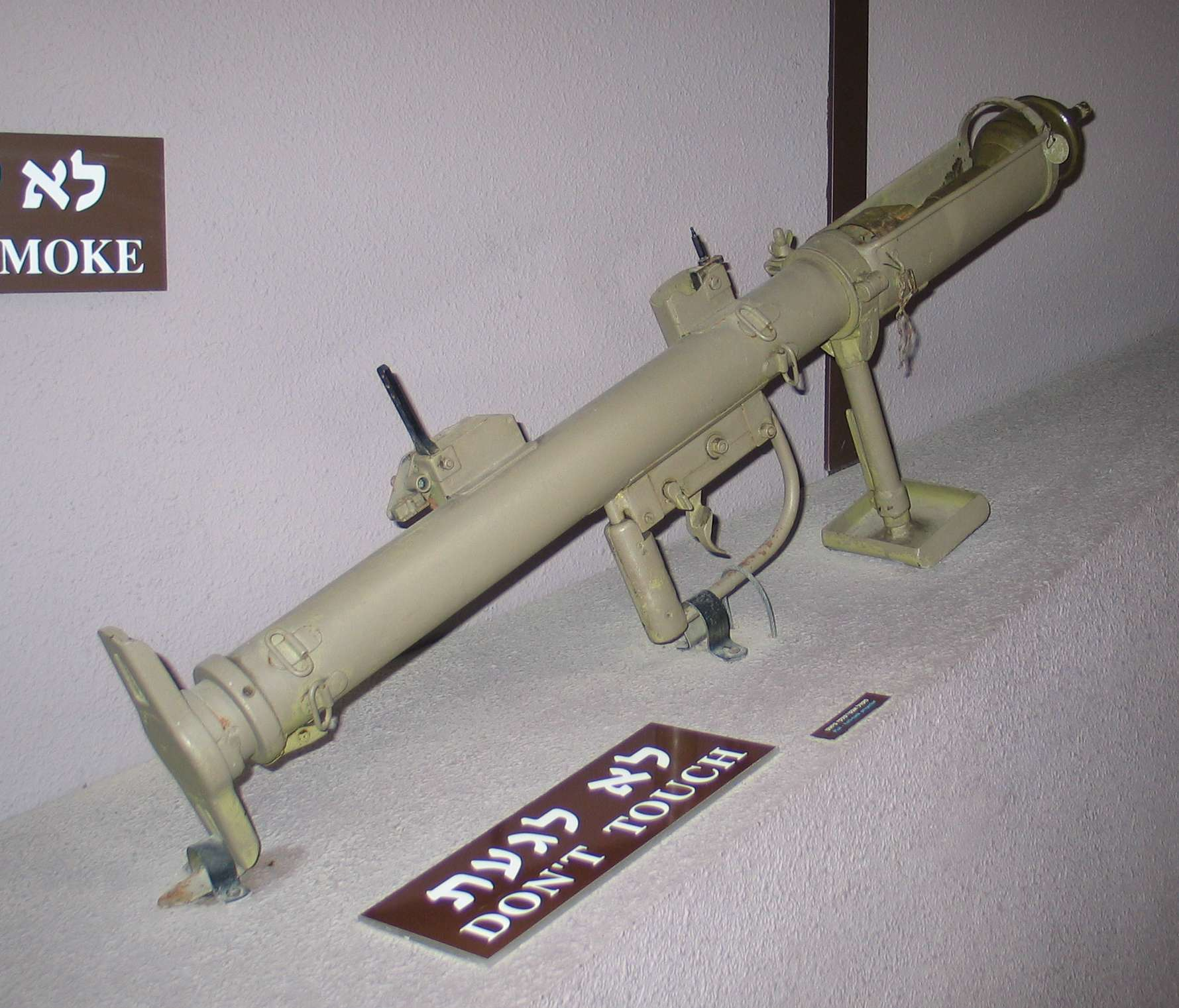
PIAT في متحف الايتسل (بيت جيدي)، تل أبيب ، إسرائيل

الهاغاناه وقوات الدفاع الإسرائيلية الناشئة (IDF) استخدمت PIATs ضد الدروع العربية خلال حرب فلسطين 1947-1949.
كما استخدمت القوات الفرنسية وقوات فييت مينه PIATs خلال حرب الهند الصينية الأولى.

## المستخدمون
- Australia[26]
- Belgium[42]
- Canada[14]
- Free French Forces[30]
- Kingdom of Greece
- India[43]
- Israel[40]
- Italy (Co-Belligerent Army and partisans)[44]
- Luxembourg
- The Netherlands known in Dutch service as granaatwerper tp (tegen pantser) ("grenade launcher anti-tank") entered service in 1943, with Dutch forces fighting under British command. It served into the 1950s.[45]
- New Zealand[46]
- Polish Underground[29]
- Soviet Union[28]
- United Kingdom
- Yugoslavia Used by Yugoslav partisans[47]
- Malaysia
- Philippines
- North Vietnam Captured from France[48]

## استخدام القتال
الحرب العالمية الثانية:
- معركة نورماندي (فرنسا 1944)
- معركة أرنهيم (هولندا ، 1944)
- معركة أورتونا (إيطاليا ، 1943)
- معركة فيلير بوكاج (نورماندي ، فرنسا ، 1944)
- عملية إبسوم (نورماندي ، فرنسا ، 1944)
- عملية بيرش (نورماندي ، فرنسا ، 1944)
- انتفاضة وارسو (1944)

1948 الحرب العربية الإسرائيلية:
- معركة ياد مردخاي (إسرائيل ، 1948)
- معارك وادي كيناروت (إسرائيل ، 1948)

الحرب الهندية الباكستانية عام 1971
- معركة لونجوالا (الهند ، 1971) [49]

## فهرس
- Bishop، Chris (2002). The Encyclopedia of Weapons of World War II: The Comprehensive Guide to Over 1,500 Weapons Systems, Including Tanks, Small Arms, Warplanes, Artillery, Ships and Submarines. Sterling Publishing Company, Inc. ISBN:978-1-58663-762-0.
- Bruce، George (1972). Warsaw Uprising. Harper Collins. ISBN:978-0-246-10526-4.
- Bull، Stephen؛ Dennis, Peter؛ Delf, Brian؛ Chappell, Mike؛ Windrow, Martin (2004). World War II Infantry Tactics. Osprey Publishing. ISBN:978-1-84176-663-8.
- Copp، Terry (2004). Fields of Fire: The Canadians in Normandy. University of Toronto Press. ISBN:978-0-8020-3780-0.
- Crowdy، Terry؛ Steve Noon (2007). French Resistance Fighter: France's Secret Army. Osprey. ISBN:978-1-84603-076-5.
- French، David (2001) [2000]. Raising Churchill's Army: The British Army and the War against Germany 1919-1945. Oxford University Press. ISBN:978-0-19-924630-4.
- Edgerton، David (2011). Britain's War Machine: Weapons, Resources, and Experts in the Second World War. Oxford University Press. ISBN:978-0-19-983267-5.
- Hogg، Ian (1995). Tank Killers: Anti-Tank Warfare by Men and Machines. Pan Macmillan. ISBN:978-0-330-35316-8.
- Kuring، Ian (2004). Red Coats to Cams. A History of Australian Infantry 1788 to 2001. Sydney: Australian Military History Publications. ISBN:978-1-876439-99-6.
- Khan، Mark (أبريل 2009). "The PIAT". Britain at War. April 2009 ع. 24.
- Laffin، John؛ Chappell, Mike (1982). The Israeli Army in the Middle East Wars 1948-73. Osprey. ISBN:978-0-85045-450-5.
- Moreman، Tim (2006). British Commandos 1940 – 1946. Battle Orders. Dr Duncan Anderson (consultant editor). Botley: Osprey Publishing. ISBN:978-1-84176-986-8.
- Neillands، Robin (2002). The Battle of Normandy 1944. Cassell. ISBN:978-0304358373.
- Rottman، Gordon L.؛ Noon, Steve؛ Windrow, Martin (2005). World War II Infantry Anti-Tank Tactics. Osprey Publishing. ISBN:978-1-84176-842-7.
- Phillips، Neville Crompton (1957). Italy Volume I: The Sangro to Cassino. The Official History of New Zealand in the Second World War 1939–1945. Wellington: Historical Publications Branch. مؤرشف من الأصل في 2012-03-08.
- Weeks، John (1975). Men Against Tanks: A History of Anti-Tank Warfare. David & Charles. ISBN:978-0-7153-6909-8.

## روابط خارجية
- أداء PIAT والإنتاج
- Nase noviny
- أرشيف أرنهيم
- صورة التجمع الدائري والصمام
- أرشيف جسر بيغاسوس
- أظهرت النسخة المتماثلة